# Крих (Ирландия)
Крих (англ. Cree (Creegh); ирл. An Chríoch, «конец») — деревня в Ирландии, находится в графстве Клэр (провинция Манстер).
Население — 457 человек (по переписи 2006 года).